# Stratsin
Stratsin ou Stracin (en macédonien Страцин) est un village du nord-est de la Macédoine du Nord, situé dans la municipalité de Kratovo. Le village comptait 185 habitants en 2002.

## Démographie
Lors du recensement de 2002, le village comptait :
- Macédoniens : 182
- Serbes : 3